# Lepassaare (stacja kolejowa)
Lepassaare – stacja kolejowa w miejscowości Lepassaare, w prowincji Võru, w Estonii. Położona jest na linii Valga - Koidula.

## Historia
Stacja powstała w czasach carskich na Kolei Pskowsko-Ryskiej. Początkowo nosiła nazwę Nejgauzen (ros. Нейгаузен, est. Vastseliina, niem. Neuhausen).

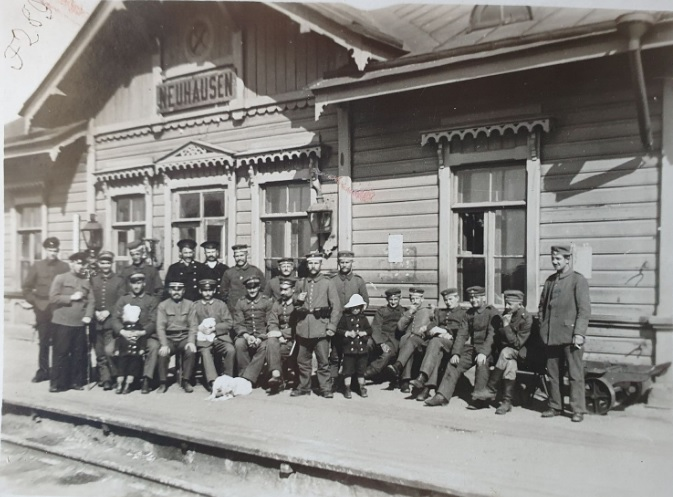
Stacja Neuhausen w 1918
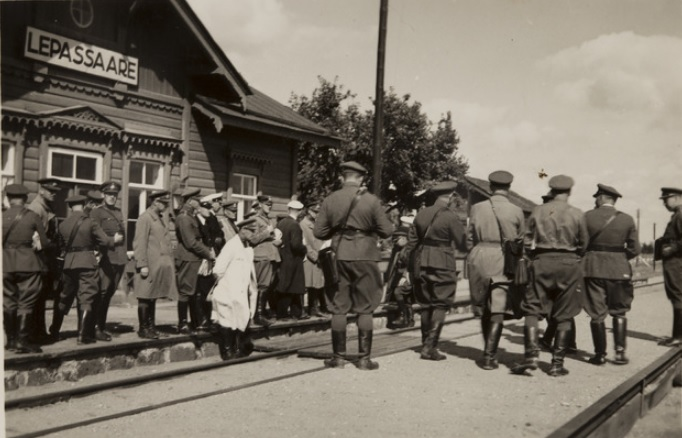
Stacja Lepassaare w okresie międzywojennym